# Esteban Sánchez Calderón
Esteban Sánchez Calderón (Corona de Castilla, Monarquía Hispánica c. 1700s - Reino de las Españas c. segunda mitad del siglo XVIII) fue un español que ejerció como alcalde mayor de Texcoco, y de San Salvador (desde 1740 a 1744).

## Biografía
Esteban Sánchez Calderón nació en la Corona de Castilla de la Monarquía Hispánica por la década de 1700s. El 3 de julio de 1734 sería designado por el rey Felipe V como alcalde mayor de San Salvador, para tomar posesión luego de que terminase el período para el que había sido designado su predecesor Cristóbal Marcos de Gálvez Corral (que luego dejaría el puesto a su hermano Manuel); también se le daría título de alcalde mayor de Texcoco.
El 7 de febrero de 1735 se embarcó hacia el Virreinato de Nueva España; en donde ocuparía primeramente el cargo de alcalde mayor de Texcoco. Posteriormente, en 1740, se dirigiría a Santiago de Guatemala a pagar los derechos y ser juramentado como alcalde mayor de San Salvador; y al parecer nunca puso un pie en el territorio de la alcaldía mayor, gobernando a través de sus tenientes hasta el año de 1744. Luego de lo cual no se sabe más de él, probablemente retornaría a España donde fallecería en algún punto de la segunda mitad del siglo XVIII.